# Bois de Versoix
Les bois de Versoix est une forêt de 553 ha située sur les communes genevoises de Versoix et Collex-Bossy. Les bois de Versoix comptent plusieurs sites protégés,.

## Flore
En fonction des sols, du sous-sol, de la pente et de la proximité d'un cours d'eau, plusieurs types de chênaies sont présents, dont la chênaie des cours d'eau et la chênaie des plateaux, chacune accompagnée d'une flore de sous-bois particulière. La chênaie-frênaie hygrophile borde la Versoix, les hêtres poussent sur les pentes de la Vieille-Bâtie, la chênaie à charmes peuple le plateau argilo-morainique vers Mariamont. L'espèce la plus répandue est le chêne pédonculé Quercus robur L.. Dans la chênaie à charmes, il est accompagné par des bouleaux, charmes et noisetiers.

## Faune
Elle est variée, comprenant une population établie de cerf, qui s’y reproduit. Parmi les oiseaux le pic mar dépend des vieux chênes. Chez les batraciens on trouve le crapaud commun, le crapaud sonneur à ventre jaune, la grenouille rousse et la grenouille agile. La diversité des reptiles est limitée, on note le Lézard agile, rare à Genève.